# Різниченко Дмитро Володимирович
Дмитро́ Володими́рович Різниче́нко (нар. 1982, Кривий Ріг) — український громадський діяч та політичний активіст, журналіст.

## Життєпис
Навчався в Дніпропетровському університеті на факультеті журналістики.
У 2006—2007 роках став націоналістом, якийсь час був членом партії «Братство» Дмитра Корчинського, згодом вступив до організації С14.
За участь у Мовному майдані (протестах проти «Закону про регіональні мови» в 2012 році), через бійку зі спецпідрозділом «Беркут» та використання проти міліції спецзасобів перебував у розшуку, був арештований і засуджений до умовного покарання — п'ять років з відстрочкою на два.
У 2013 році посів друге місце серед україномовних блогерів у конкурсі The Bobs, організованому редакцією Deutsche Welle.
Після початку російсько-української війни внесений у списки «карателів» російським вебсайтом tribunal-today.
У листопаді 2017 року Різниченка побили в офісі очолюваної ним організації «Новий вогонь». Він звинуватив у цьому членів С14, а вони свою участь у нападі заперечили.

## Погляди щодо ЛГБТ
У 2014 році Різниченко стверджував, що «готовий миритися з ЛГБТ-спільнотою, допоки вона не дає про себе знати». Проте вже у 2018 році він та його дівчина допомагали Вікторові Пилипенку зробити камінг-аут.